# 内山優花
内山 優花（うちやま ゆうか、2005年3月17日 - ）は、日本のインフルエンサー、TikToker、モデル、アイドル。アイドルグループである「君と見るそら」のメンバー。株式会社 超十代所属。

## 経歴
2022年、今日、好きになりました。、
TGC teenなどに出演し、モデル、タレントなど幅広く活躍している。高校一年生の時にTikTokを始め、フォロワー数50万人を突破している。
2024年元日、超十代がプロデュースするインフルエンサーアイドルグループ「君と見るそら」のメンバーとして活動を開始する。グループは高鶴桃羽、夢咲ももな、新塘真理、西綾乃、石川涼楓の5人とともに結成されている。
2024年8月、バンタンクリエイターアカデミーの特別講師に就任し、後進の育成にも力を入れている。

## 人物
趣味は、TikTok撮影、映画鑑賞。

## 出演

### 配信番組
- 今日、好きになりました。第43弾「初虹編」（2022、AbemaTV）[7]
- 「超十代チャンネル」（2022 - 、YouTube）

### テレビドラマ
- 高良くんと天城くん第1話（2022年、毎日放送）

### 映画
- 私の卒業-第6期-「80年後のあなたへ」（2025年5月16日、The icon）- 関口りさ 役[8][9][10]

### 舞台
- LIVEDOG GIRLS レディ・ア・ゴーゴー!! 2023（2023年12月15日～12月24日）- 中目黒キンケロ・シアター[11]
- ぶっ壊したい世界（2024年9月）[1]

### イベント
- TGC teen 2022 Fukuoka[1]
- TOKYO LOVE KNIT（2024年2月）[12]
- シンデレラフェス2024（2024年6月）

### 広告大使
- カンコー委員会 （2023年12月）[13]

### イメージモデル
- KIMONO LARME（2022年11月）[14]
- TeAmo（2024年2月）[15]
- Furyu（2025年1月）

### 朗読映像
- 「見知らぬ朝と君」 原作 如月雫[4]

### タイアップ
- 2022年7月 金冠堂（TikTok）
- 2022年8月 H2O（TikTok）
- 2022年10月 P-UP World（Instagram）
- 2022年12月 USJ（Instagram）
- 2023年1月 亀田製菓（TikTok）
- 2023年1月 shein（TikTok、Instagram）
- 2023年2月、12月、2024年8月 ロート製薬（TikTok、Instagram）
- 2023年3月 Columbia（Instagram）
- 2023年6月、7月、2024年9月、12月 花王（TikTok）
- 2023年7月、2024年5月 ケイト（TikTok、Instagram）
- 2023年9月 チロルチョコ（TikTok）
- 2023年9月 KOSE（TikTok）
- 2023年10月 ボノボン（TikTok）
- 2023年10月 i.D（TikTok）
- 2023年10月 ロレアルパリ（TikTok）
- 2024年1月 ルルルン（TikTok）
- 2024年2月 株式会社多田（TikTok、Instagram）
- 2024年3月 yokilab（TikTok）
- 2024年4月 マッシュグループ（Instagram）
- 2024年4月、8月 NTTドコモ（TikTok、Instagram）
- 2024年4月 伊藤忠（TikTok）
- 2024年4月 ネスレ（TikTok）
- 2024年5月、9月 ネイチャーラボ（TikTok）
- 2024年6月 イオングループ  （TikTok、Instagram）
- 2024年7月 株式会社ポケモン（TikTok、Instagram）
- 2024年7月 リアクション ザ ブッタ「ドラマのあとで」（TikTok）
- 2024年9月 資生堂（TikTok）
- 2024年9月 AXXX1S「大変でエスケープ」（TikTok）
- 2024年11月 ko:ByUR（Instagram）